# Michelle Akers
Michelle Anne Akers, född 1 februari 1966 i Santa Clara, Kalifornien, är en amerikansk före detta fotbollsspelare. Hon spelade tre världsmästerskap för USA och vann två av dem, 1996 var hon en del av det amerikanska lag som tog det första OS-guldet i fotboll på damsidan. Akers var en av två kvinnor på Pelés lista över de 125 bästa levande fotbollsspelarna.

## Biografi

### Tidiga år och collegekarriär
Michelle Akers började spela fotboll som åttaåring i ett lag hennes mamma tränade. I slutet av hennes första säsong flyttade familjen till Seattle där hon spelade först för Shorelake Thunderbirds och vid fjorton års ålder bjöds hon in att spela för Union Bay Flyers, en U19-klubb. Akers spelade också för Shorecrest High School, där hon blev utsedd till "All-American" tre gånger.
Hennes verkliga genombrott kom i college vid University of Central Florida där hon fyra gånger utsågs till "All-American" och gjorde flest mål någonsin i universitetets historia. Hon blev korad till UCF's Athlete of the Year 1988 och 1989 samt vann den första Hermann Trophy som delats ut på damsidan.

### Landslagskarriär
Akers gjorde sin landslagsdebut i den första landskamp det amerikanska damlandslaget spelade den 18 augusti 1985 mot Italien. Tre dagar senare gjorde hon lagets första mål någonsin i en oavgjord match mot Danmark. Mellan 1985 och 1990 spelade Akers som anfallare och gjorde 15 mål på 24 landskamper, under 1991 satte hon ett nytt rekord för det amerikanska landslaget med 39 mål på 26 matcher.
Akers gjorde tio mål under världsmästerskapet 1991 och i finalen där USA slog Norge med 2 - 1 gjorde hon båda målen. Hon vann Guldskon som turneringens skyttedrottning och Silverbollen som näst bästa spelare efter lagkamraten Carin Jennings. 1991 blev hon också första damspelare att skriva kontrakt med en skotillverkare.
Efter att ha kollapsat under en match i San Antonio i slutet av 1993 diagnosticerades Akers först med körtelfeber men det visade sig senare att hon hade kroniskt trötthetssyndrom. Hon anpassade sin diet, sin träning och bytte position till defensiv mittfältare. Under den sista kvalturneringen inför VM 1995 gjorde hon sex mål på fyra matcher trots begränsad speltid. Vid VM 1995 fick Akers en hjärnskakning efter en kollision med en kinesisk spelare sju minuter in i den första matchen och blev borta från spel fram till semifinalen. USA förlorade semifinalen med 0 - 1 mot Norge och slutade på en tredjeplats efter att ha slagit Kina i bronsmatchen.
Michelle Akers representerade USA i den första olympiska damturneringen och satte en avgörande straff i semifinalen mot Norge som gjorde att matchen gick till övertid där USA vann. USA vann finalen mot Kina med 2-1 och blev därmed olympiska mästare.
Vid världsmästerskapet 1999 på hemmaplan gjorde Akers ett mål i semifinalen mot Brasilien och tilldelades Bronsbollen som turneringens tredje bästa spelare. På grund av en axelskada hon ådragit sig under VM avslutade Akers sin internationella karriär ett par veckor före den olympiska turneringen i Sydney 2000.

### Klubbkarriär
1990 flyttade Akers till Sverige för att bli semiproffs i två och en halv månad för Tyresö FF i Damallsvenskan. Hon återvände till Tyresö för ytterligare en säsong efter VM 1991. Akers spelade sedan på hemmaplan i Florida för Orlando Calibre SC, ett elitlag grundat av kvinnor som tidigare spelat för University of Central Florida. 1994 återvände hon i tre månader till Tyresö, tillsammans med tre andra amerikanska landslagsspelare, Kristine Lilly, Julie Foudy och Mary Harvey.

### Efter fotbollskarriären
Michelle Akers har efter fotbollskarriärens slut skrivit ett antal böcker om sin fotbollskarriär och om att leva med kroniskt trötthetssyndrom. Hon har även fortsatt engagera sig i fotbollen genom att föreläsa och hålla träningsläger.
Akers äger en stor gård i Powder Springs, Georgia och 2007 grundade hon Michelle Akers Horse Rescue & Outreach, en ideell organisation dedikerad till att rädda hästar.

## Privatliv
1989 träffade hon Rory Stahl, de förlovade sig sex veckor senare och gifte sig våren 1990. Under CONCACAF-mästerskapet för damer 1994 i Montréal belutade paret sig för att ta ut skilsmässa. 2003 gifte hon om sig och 2005 föddes hennes son, 2009 flyttade hon från Florida till Georgia.

## Utmärkelser
Michelle Akers tilldelades 1998 FIFA Order of Merit, förbundets högsta utmärkelse för sina positiva bidrag till fotbollen. År 2000 utsågs hon till Århundradets damspelare tillsammans med Sun Wen.
Akers valdes in i National Soccer Hall of Fame 2004. Samma år blev Akers och Mia Hamm de enda kvinnorna som togs ut av Pelé som de 125 bästa levande fotbollsspelarna.